# Intesa baltica
L'Intesa baltica nacque in virtù del trattato di cooperazione firmato tra Estonia, Lettonia e Lituania il 12 settembre 1934 a Ginevra. L'obiettivo principale dell'accordo era coordinare un'azione comune in politica estera, in particolare in campo diplomatico e internazionale. Il peso specifico dell'intesa, nonostante gli undici incontri tenutisi, non conseguì alla fine il risultato sperato, poiché la forza combinata delle tre nazioni, l'assenza di coesione e le loro dichiarazioni di neutralità risultarono inconsistenti di fronte alle decisamente più attive due superpotenze della regione, la Germania nazista e l'Unione Sovietica.
I piani per la divisione delle sfere di influenza tra le due potenze appena citate furono esplicitati nel patto Molotov-Ribbentrop del 1939, il quale assegnò le repubbliche baltiche al blocco sovietico. Nel 1940 tutti e tre i paesi vennero occupati e presto annessi all'URSS.

## Contesto storico e processo di formazione
L'idea di creare un'Unione di intenti (ancora meglio se con la Scandinavia) iniziò a prendere piede già tra il 1914 e il 1918, a guerra mondiale in corso, quando il controllo dei baltici era conteso tra Impero russo e Impero tedesco. Nel momento in cui a seguito del trattato di Versailles si poté parlare di tre nazioni indipendenti appena costituite, i rispettivi governi tentarono di tessere relazioni più strette.
Grazie alla vittoria degli Alleati e al relativo indebolimento internazionale sia della Germania che della Russia, divenne possibile per gli Stati baltici rendere in pratica quanto teorizzato e affermarsi politicamente sullo scenario internazionale. In questo contesto, tutti e tre si auto-tutelarono firmando trattati di pace bilaterali con la Russia nel 1920. Si trattò di un grande passo in avanti nella cooperazione diplomatica per l'EstLaLia, consentendo a ciascuna nazione di ricevere il riconoscimento della propria sovranità da parte di altre potenze. L'accettazione dell'Estonia, della Lettonia e della Lituania come membri della Società delle Nazioni nel settembre 1921 pareva permettere un ulteriore rafforzamento della sicurezza nazionale.
Ad ogni modo, fu solo nel 1934 che si provò in modo più concreto a realizzare dei passi avanti per un'unione. La Lituania si mostrò riluttante all'idea perché la sua strategia politica internazionale non era in armonia con quella perseguita dalla Lettonia e dall'Estonia. Mentre queste ultime due percepivano infatti la Germania e l'Unione Sovietica come i principali pericoli, la Lituania cercava invece di allearsi con quegli stati. Quando però nel 1934 si sottoscrissero il patto di non aggressione sovietico-polacco e il patto di non aggressione tedesco-polacco, risultò evidente il fallimento della strada seguita dal Paese baltico più meridionale, costringendolo a un ravvedimento della propria posizione.
Benché si accarezzò l'ipotesi di coinvolgere seriamente la Scandinavia, Svezia e Norvegia preferirono non legarsi in maniera più stretti con i paesi baltici: tale esempio fu seguito anche dalla Finlandia nel 1935.

## Scopo
Lo scopo primario perseguito dall'Intesa ineriva al prolungamento e al consolidamento della pace. Le ragioni per l'istituzione dell'Intesa risultano lampanti nel preambolo del trattato firmato il 12 settembre 1934 a Ginevra e ratificato a Riga il 13 novembre dello stesso anno:

## Organizzazione
Per adempiere agli scopi dell'accordo, si procedette a realizzare un'agenzia di coordinamento, volta a unificare quanto più possibile la politica estera. La responsabilità dell'agenzia veniva indicata nell'articolo 2 del trattato: "Per perseguire il compito stabilito nel primo articolo, le parti contraenti hanno scelto di istituire conferenze a cadenza periodica dei ministri degli esteri dei tre paesi".

## Fallimento del progetto
Scongiurate le "incertezze interne" e la possibilità di entrare in conflitto con la Polonia, l'Intesa baltica "avrebbe potuto diventare un'entità significativa".
Nonostante la purezza degli intenti, l'accordo mostrò tutte le sue crepe nel corso del tempo: una delle prime in ordine temporale ad essere affrontata riguardò l'inasprimento della crisi polacco-lituana, innescata sia dalla decennale contesa relativa alla regione di Vilnius che dalla morte di un soldato polacco al confine lituano. Il governo polacco si allontanò così dalla Lituania, mandando in frantumi la possibilità di costituire un'alleanza più solida nell'Europa orientale.
La scelta di perseguire una politica di stretta neutralità si rivelò poi in futuro un altro punto a sfavore dell'Intesa, soprattutto in vista della seconda guerra mondiale: le tre repubbliche fecero eccessivamente affidamento al rispetto della neutralità da parte di Berlino e di Mosca e andarono incontro a ben tre occupazioni tra il 1940 e il 1944 (due sovietiche e una nazista nel 1941).
Inoltre, venne fornita una vaga definizione dei comportamenti da ritenersi una minaccia per la sovranità e di chi fosse il nemico comune fin dal giorno della sua istituzione. L'ambiguità degli obiettivi da perseguire impedì una collaborazione maggiore, portando anzi a un senso di sfiducia verso il trattato stipulato nel 1934.
Un altro errore risultò quello di non pensare mai a costituire un'alleanza militare stabile: poiché l'Intesa non assunse mai questo carattere, i suoi membri non potevano fare affidamento l'uno sull'altro in caso di eventuale aggressione. La sinergia non fu creata nemmeno a livello economico: anziché tessere commerci più stretti, non avvenne mai un passo significativo che potesse rendere più vicine Vilnius, Riga e Tallinn. Nonostante avessero strutture economiche simili, tutti e tre furono costretti a competere, piuttosto che cooperare, l'uno con l'altro.
Infine, tra le ennesime fallacie del trattato, rientrò l'incapacità di stimolare un sentimento di coesione. Le differenze relative alla mentalità, alla cultura e ai partner commerciali diedero luogo a diverse incomprensioni, al di là della creazione di apposite commissioni adibite ad evitare che si verificasse una situazione simile. Poiché le nazioni baltiche non si sentirono parte di un'identità storica comune, l'Intesa intensificò un senso di repulsione verso il trattato del 1934 e causò un allontanamento maggiore delle posizioni delle tre repubbliche.